# Tom Seddon
Pour les articles homonymes, voir Thomas Seddon et Seddon.
Thomas Edward Youd Seddon, dit Tom Seddon, né à Kumara le 2 juillet 1884 et mort à Wellington le 22 janvier 1972,, est un avocat et homme politique néo-zélandais.

## Biographie
Il est le fils de Richard Seddon, qui devient Premier ministre de Nouvelle-Zélande lorsque Tom n'a encore que 8 ans. Il étudie le droit à l'université Victoria de Wellington, mais interrompt ses études à la mort de son père en 1906 pour se présenter à l'élection législative partielle qui en résulte. Il est alors élu député de Westland à la Chambre des représentants, avec l'étiquette du Parti libéral dont son père avait été le chef. À l'âge de 22 ans, il est le plus jeune député de cette législature, et le troisième plus jeune député de l'histoire de la Nouvelle-Zélande (derrière James Stuart-Wortley, élu à l'âge de 20 ans en 1853 et Hana-Rawhiti Maipi-Clarke, élue à l'âge de 21 ans en 2023),.
Soldat durant la Première Guerre mondiale, il est affecté à la compagnie B du 9e bataillon du régiment d'infanterie de Wellington et déployé en janvier 1916 à Suez avec le grade de lieutenant. Il est promu capitaine avant d'être démobilisé en 1919 et de revenir en Nouvelle-Zélande, où il termine ses études de droit et intègre en 1922 un cabinet d'avocats à Greymouth. Il est battu dans sa circonscription par un candidat du Parti travailliste aux élections de 1922, retrouve son siège à celles de 1925 puis le perd définitivement en 1928. De 1930 à 1963 il est le président de la Commission des Pensions aux Anciens Combattants,,.